# Kövérné Komlóssy Ida
Kövérné Komlóssy Ida (Székesfehérvár, 1822. március 11. – Budapest, 1893. szeptember 11.) színésznő, a pesti Nemzeti Színház tagja.

## Pályája
Szelezsényi Komlóssy Ferenc Dániel színigazgató és Czégényi Erzsébet színésznő leánya. Szülei nem akarták, hogy színésznő legyen, azért anyai nagyanyjához adták nevelésbe Miskolcra. Megtanulta a német, a francia és az angol nyelvet, a zenét és rajzot. Írói szenvedélyét későbbi olvasmányai hozták meg. 1834–1836-ban apja társulatánál apró táncszerepeket kapott. Drámában először 1838-ban Pesten, Kuthy Lajos Adrienne című színművében lépett föl egy kisebb gyermekszerepben. Később apja igazgatása alatt az ország több városában játszott, 1844-ben ismét Pesten vendégszerepelt a Vadon fiában. Itt Parthenia szerepében sikert aratott, és 1845. június 20-án a Nemzeti Színház szerződtette; itt játszott visszavonulásáig. Többször járt külföldön, így 1856-ban anyja társaságában Párizsban is, a híres művésznők tanulmányozása végett. 1861-ben férjhez ment Kövér Lajos drámaíróhoz. Férje korai halála (1863) után visszavonult a színpadtól és egyetlen gyermekük, Kövér Ilma nevelésének szentelte életét. Örök nyugalomra 1893. szeptember 13-án helyezték a Fiumei úti sírkertben.
Magyarra fordította Grillparzer és Eugène Scribe egy-egy színművét. Híres alakításai voltak: Parthenia (Halm: A vadon fia); Cordelia (Shakespeare: Lear király); Blanche (Victor Hugo: A király mulat); Anna (Scribe: Egy pohár víz); Elisa (Beecher-Stowe–Dumanoir–D’Ennery: Tamás bátya kunyhója); Virányiné (Kövér Lajos: Csak kitartás); Júlia (Dobsa Lajos: Gutenberg); Jane Eyre (Brontë–Birch–Pfeiffer: Lowoodi árva).

### Kéziratban maradt színmű-fordításai
- Marsano: Limburgi vár, vagy a két fogoly, vígjáték. (Bemutatója: Pest, 1847. november 29.)
- Scribe: Navarrai királyné regéi (Bemutatója: Pest, 1855. január 4. ; Kassa 1860. május 11.)
- Grillparzer: Tenger és Szerelem hullámai (Bemutatója: Pest, 1854. szeptember 4.)
- Decourcelle: Két testvér a népből (Bemutatója: Pest, 1855. augusztus 3.; Kassa, 1861. október 26.)
- W. Franul Janka: Tanácsnok leánya
- Bauernfeld: Délibáb, vígjáték. (Bemutatója: Pest, 1856. március. 12.)
- Mossolier: Ma anyámnál ebédelek, vígjáték. (Bemutatója: Pest, 1860. december 20.).